# سرجیو بریو
سرجیو بریو (به انگلیسی: Sergio Brio) بازیکن سابق تیم ملی فوتبال ایتالیا و همچنین بازیکن و کاپیتان سابق یوونتوس میباشد که برای یوونتوس ۳۷۹ به میدان رفته است.

## افتخارات

### باشگاهی
سری آ : ۱۹۸۰-;۸۱ ۱۹۸۱-۸۲; ۱۹۸۳-;۸۴ ۱۹۸۵-۸۶
جام حذفی ایتالیا : ۱۹۷۸-;۷۹ ۱۹۸۲-۸۳; ۱۹۸۹-۹۰
لیگ قهرمانان اروپا : ۱۹۸۴-۸۵
جام در جام اروپا : ۱۹۸۳-۸۴
لیگ اروپا : ۱۹۸۹-۹۰
سوپر جام اروپا : ۱۹۸۴
جام بین قاره‌ای :۱۹۸۵